# Liste der Monuments historiques in Villy-en-Auxois
Die Liste der Monuments historiques in Villy-en-Auxois führt die Monuments historiques in der französischen Gemeinde Villy-en-Auxois auf.

## Liste der Immobilien
| Bezeichnung | Beschreibung           | Standort                             | Kennzeichnung | Schutzstatus | Datum | Bild |
| ----------- | ---------------------- | ------------------------------------ | ------------- | ------------ | ----- | ---- |
| Wegekreuz   | Stein, 15. Jahrhundert | nördlich des Ortes an der D 9 (Lage) | PA00112731    | Classé       | 1924  |      |
| Wegekreuz   | Stein, 15. Jahrhundert | Rue du Château (Lage)                | PA00112732    | Classé       | 1920  |      |

## Liste der Objekte
| Bezeichnung                             | Beschreibung                                                                       | Standort                       | Kennzeichnung | Schutzstatus | Datum | Bild           |
| --------------------------------------- | ---------------------------------------------------------------------------------- | ------------------------------ | ------------- | ------------ | ----- | -------------- |
| Wurzel-Jesse-Fenster                    | am Chorhaupt; Buntglas, um 1500                                                    | in der Kirche St-Martin (Lage) | PM21002534    | Classé       | 1902  | weitere Bilder |
| Hauptaltar                              | Altartisch, Altaraufbau und Tabernakel; Holz, 17. Jahrhundert                      | in der Kirche St-Martin (Lage) | PM21002535    | Classé       | 1913  |                |
| Skulptur Madonna mit Kind               | Kalkstein, farbig gefasst, 15. Jahrhundert                                         | in der Kirche St-Martin (Lage) | PM21002536    | Classé       | 1958  |                |
| Sankt-Martins-Fenster                   | Buntglas, Fragmente aus dem 15. und 16. Jahrhundert, im 20. Jahrhundert neugefasst | in der Kirche St-Martin (Lage) | PM21002537    | Classé       | 1959  |                |
| Skulptur eines Bischofs                 | Holz, farbig gefasst, 18. Jahrhundert                                              | in der Kirche St-Martin (Lage) | PM21002538    | Classé       | 1966  |                |
| Skulptur Heiliger Nikolaus              | Kalkstein, farbig gefasst, 16. Jahrhundert                                         | in der Kirche St-Martin (Lage) | PM21002539    | Classé       | 1966  |                |
| Pietà                                   | Kalkstein, farbig gefasst, zweite Hälfte des 16. Jahrhunderts                      | in der Kirche St-Martin (Lage) | PM21002540    | Classé       | 1966  |                |
| Skulptur Heiliger Rochus                | Kalkstein, farbig gefasst, 16. Jahrhundert                                         | in der Kirche St-Martin (Lage) | PM21002541    | Classé       | 1966  |                |
| Skulptur Johannes der Täufer            | Kalkstein, farbig gefasst, zweite Hälfte des 16. Jahrhunderts                      | in der Kirche St-Martin (Lage) | PM21002542    | Classé       | 1966  |                |
| Skulptur Heiliger Josef mit Jesusknaben | Kalkstein, farbig gefasst, 16. Jahrhundert                                         | in der Kirche St-Martin (Lage) | PM21002543    | Classé       | 1966  |                |
| Skulptur Unterweisung Mariens           | Kalkstein, farbig gefasst, 16. Jahrhundert                                         | in der Kirche St-Martin (Lage) | PM21002544    | Classé       | 1966  |                |
| Skulptur Petrus                         | Kalkstein, farbig gefasst, 16. Jahrhundert                                         | in der Kirche St-Martin (Lage) | PM21002545    | Classé       | 1967  |                |